# 卡拉·穆罕默德
卡拉·穆罕默德（Qara Muhammad）是古代西亞黑羊王朝的第一任君主（贝伊），是拜拉姆·卡瓦贾的侄子，也是卡拉·優素福的父親，在位約10年。他於1389年4月被人殺死。
| 前任： — | 黑羊王朝君主 約1378年—約1388年 | 繼任： 卡拉·優素福 |